# El Trull (Monistrol de Calders)
El Trull és un paratge del terme municipal de Monistrol de Calders, al Moianès.
Està situat al nord de la part central del terme, al nord del poble de Monistrol de Calders i al nord-est, i a prop, de la masia de la Païssa. És en el curs de la Golarda, just quan aquesta riera rep per la dreta el torrent de Vilaterçana, a migdia del Racó del Trull.
No es conserva res del molí d'oli (trull) que hi hagué en aquest lloc, ni del pont pel qual el camí que creuava aquest indret travessava la Golarda. Sí que es conserven, en canvi, tot de forats incisos en la roca que fa de llera del riu que marquen una antiga resclosa, el pont, i els basaments d'una construcció, que devia ser el trull que dona nom al lloc.